# Prkos Lasinjski
Prkos Lasinjski – wieś w Chorwacji, w żupanii karlowackiej, w gminie Lasinja. W 2011 roku liczyła 52 mieszkańców.